# Чакрагіл
Чакрагіл, (англ. Chakragil) — гора у Східній Азії, висотою — 6760 метрів. Розташована у західній частині Сіньцзян-Уйгурського автономного району КНР.

## Географія
Гора розташована у північній частині хребта Конгурмузтаг, який іноді відносять до Східного Паміру, відокремленого від основної частини гірської системи Куньлунь долиною річки Яркенд, на південному заході Кизилсу-Киргизької автономії, на заході Китаю, за 100 км на північний захід від міста Кашгара, близько 60 км на північ від гори Музтаг-Ата (7509 м), та за 37 км на північ  — північний захід від гірського масиву Конгур (7649 м). 
У 1979 році було відкрите Каракорумське шосе (G314), яке пройшло за 12 км на південь від вершини, зробивши віддалені райони околиці гори, більш доступними.
Абсолютна висота гори 6760 м метрів над рівнем моря. Відносна висота — 2934 м. За цим показником вона займає 103-тє місце у світі. Топографічна ізоляція вершини відносно найближчої вищої гори Аклангим-Таг (7004 м), одного з північно-західних піків масиву Конгур, становить 22,41 км.

## Історія
Через свою віддаленість від густозаселених районів, гора Чакрагіл мало відвідується альпіністами. У вересні 1948 році була зроблена перша офіційна спроба підкорення вершини парою альпіністів: Еріком Шиптоном та Біллом Тільманом. Однак вони досягли лише висоти близько 5200 м. 1 вересня 1988 року, японський група альпіністів у складі керівника Мисао Гірано і членів групи Мінору Гачісу та Кендзі Накаями здійснили перше офіційне, успішне сходження на вершину. Вершина знову була підкорена у 2000 році в одиночку Марком Ньюкомбом, маршрутом по західному гребню. «Himalayan Index» [Архівовано 17 липня 2017 у Wayback Machine.] не підтверджує ніяких інших сходжень або спроб підкорення.